# Sundamys maxi
Sundamys maxi — вид пацюків (Rattini), ендемік Яви, Індонезія.

## Морфологічна характеристика
Довжина голови й тулуба 218—270 мм, довжина хвоста 258—309 мм, довжина лапи 52–55 мм і довжина вух 24–28 мм. Верхні частини коричнювато-сірі, вздовж спини темніші, а черевні частини темно-сірі з жовтуватими відблисками. Вуха і зовнішня сторона лап темно-коричневі. Хвіст довший за голову і тулуб і рівномірно темно-коричневий.

## Середовище проживання
Цей вид відомий лише з двох місцевостей на заході Яви на висотах від 900 до 1350 метрів. Цей вид, ймовірно, є наземним і живе в тропічних вічнозелених лісах. Ймовірно, він не зустрічається в деградованих середовищах існування.

## Загрози й охорона
Основною загрозою, ймовірно, є втрата середовища проживання, яка була значною в низинах Яви. Вид було зафіксовано на нижчих висотах національного парку Гунунг Геде-Пангранго.